# Гарегін Севунц
Гарегін Севунц (вірм. Գարեգին Սևունց, 21 січня [3 лютого] 1911 Хндзореськ, Єлизаветпольська губернія — 13 грудня 1969, Єреван) — вірменський радянський письменник, найбільш відомий як автор роману «Тегеран».

## Біографія
Гарегін Севунц (справжнє прізвище Григорян) народився в селі Хндзореськ. У 1922 році разом з сім'єю перебрався в м. Баку. Працював в бібліотеці залізничників, в редакції вірменської газети «Комуніст». У 1932 році закінчив біологічний факультет Московського університету. З 1932 по 1935 навчався на курсах військово-морських льотчиків. Його перше оповідання «Ахмед» був опублікований в 1928 році. У 1941 році закінчив філологічний факультет Бакинського педагогічного інституту.
У червні 1941 року пішов на фронт, брав участь в боях за Кавказ і Крим. У 1943 році переведений на службу в Іран, де забезпечував безпеку Тегеранської конференції. Закінчив війну в Ірані.
Після війни в 1945 році разом з сім'єю перебрався з Баку в Єреван. З 1946 по 1952 рік працював редактором журналу «Піонер». З 1952 по 1954 рік голова вірменського Товариства дружби і культурних зв'язків із закордоном. У 1954—1959 — секретар правління Спілки письменників Вірменії.

## «Тегеран»
Роман з'явився на основі повісті «Проспект свободи», написаної ще в 1947 році. «Тегеран» складається з двох книг. Дія роману відбувається в 1930-х рр. в Ірані. У ній описується життя іранського народу і комуністичний рух в Ірані, а також діяльність англійських, німецьких і американських агентів серед міністрів іранського уряду. Для твору характерні багатоплановість, драматизм сюжету, психологізм (вперше був надрукований в 1951 році, переведений російською в 1952 році).